# Nguyễn Thị Hòa
Nguyễn Thị Hòa (sinh ngày 27 tháng 7 năm 1990) là một cầu thủ bóng đá nữ Việt Nam thi đấu ở vị trí tiền đạo cho câu lạc bộ Hà Nội I và đội tuyển bóng đá nữ quốc gia Việt Nam. Cô có mặt trong đội hình đội tuyển Việt Nam tại Cúp bóng đá nữ châu Á 2014.

## Bàn thắng quốc tế
| #   | Ngày                 | Địa điểm                                                       | Đối thủ           | Bàn thắng | Kết quả | Giải đấu                                                    |
| --- | -------------------- | -------------------------------------------------------------- | ----------------- | --------- | ------- | ----------------------------------------------------------- |
| 1.  | 18 tháng 11 năm 2010 | Trung tâm Thể thao Hoàng Phố, Quảng Châu, Trung Quốc           | Jordan            | 1–0       | 3–0     | Đại hội Thể thao châu Á 2010                                |
| 2.  | 18 tháng 11 năm 2010 | Trung tâm Thể thao Hoàng Phố, Quảng Châu, Trung Quốc           | Jordan            | 3–0       | 3–0     | Đại hội Thể thao châu Á 2010                                |
| 3.  | 25 tháng 3 năm 2011  | Sân vận động Quốc gia Cao Hùng, Cao Hùng, Đài Loan             | Thái Lan          | 1–1       | 1–2     | Vòng loại bóng đá nữ Thế vận hội Mùa hè 2012 khu vực châu Á |
| 4.  | 27 tháng 3 năm 2011  | Sân vận động Quốc gia Cao Hùng, Cao Hùng, Đài Loan             | Đài Bắc Trung Hoa | 1–0       | 1–1     | Vòng loại bóng đá nữ Thế vận hội Mùa hè 2012 khu vực châu Á |
| 5.  | 7 tháng 6 năm 2011   | Sân vận động Quốc tế Amman, Amman, Jordan                      | Jordan            | 1–0       | 1–0     | Vòng loại bóng đá nữ Thế vận hội Mùa hè 2012 khu vực châu Á |
| 6.  | 16 tháng 10 năm 2011 | Sân vận động Quốc gia Lào mới, Viêng Chăn, Lào                 | Singapore         | 2–0       | 9–1     | Giải vô địch bóng đá nữ Đông Nam Á 2011                     |
| 7.  | 16 tháng 10 năm 2011 | Sân vận động Quốc gia Lào mới, Viêng Chăn, Lào                 | Singapore         | 4–1       | 9–1     | Giải vô địch bóng đá nữ Đông Nam Á 2011                     |
| 8.  | 16 tháng 10 năm 2011 | Sân vận động Quốc gia Lào mới, Viêng Chăn, Lào                 | Singapore         | 6–1       | 9–1     | Giải vô địch bóng đá nữ Đông Nam Á 2011                     |
| 9.  | 16 tháng 10 năm 2011 | Sân vận động Quốc gia Lào mới, Viêng Chăn, Lào                 | Singapore         | 8–1       | 9–1     | Giải vô địch bóng đá nữ Đông Nam Á 2011                     |
| 10. | 18 tháng 10 năm 2011 | Sân vận động Quốc gia Lào mới, Viêng Chăn, Lào                 | Lào               | 2–0       | 4–0     | Giải vô địch bóng đá nữ Đông Nam Á 2011                     |
| 11. | 18 tháng 10 năm 2011 | Sân vận động Quốc gia Lào mới, Viêng Chăn, Lào                 | Lào               | 3–0       | 4–0     | Giải vô địch bóng đá nữ Đông Nam Á 2011                     |
| 12. | 18 tháng 10 năm 2011 | Sân vận động Quốc gia Lào mới, Viêng Chăn, Lào                 | Lào               | 4–0       | 4–0     | Giải vô địch bóng đá nữ Đông Nam Á 2011                     |
| 13. | 25 tháng 10 năm 2011 | Sân vận động Quốc gia Lào mới, Viêng Chăn, Lào                 | Lào               | 4–0       | 6–0     | Giải vô địch bóng đá nữ Đông Nam Á 2011                     |
| 14. | 25 tháng 10 năm 2011 | Sân vận động Quốc gia Lào mới, Viêng Chăn, Lào                 | Lào               | 6–0       | 6–0     | Giải vô địch bóng đá nữ Đông Nam Á 2011                     |
| 15. | 13 tháng 9 năm 2012  | Sân vận động Thống Nhất, Thành phố Hồ Chí Minh, Việt Nam       | Singapore         | 2–0       | 10–0    | Giải vô địch bóng đá nữ Đông Nam Á 2012                     |
| 16. | 20 tháng 9 năm 2012  | Sân vận động Thống Nhất, Thành phố Hồ Chí Minh, Việt Nam       | Lào               | 5–0       | 7–0     | Giải vô địch bóng đá nữ Đông Nam Á 2012                     |
| 17. | 20 tháng 9 năm 2012  | Sân vận động Thống Nhất, Thành phố Hồ Chí Minh, Việt Nam       | Lào               | 6–0       | 7–0     | Giải vô địch bóng đá nữ Đông Nam Á 2012                     |
| 18. | 26 tháng 5 năm 2013  | Sân vận động Quốc gia Bahrain, Riffa, Bahrain                  | Hồng Kông         | 2–0       | 4–0     | Vòng loại Cúp bóng đá nữ châu Á 2014                        |
| 19. | 28 tháng 6 năm 2016  | Sân vận động Mandalarthiri, Mandalay, Myanmar                  | Philippines       | 1–0       | 4–0     | Giải vô địch bóng đá nữ Đông Nam Á 2016                     |
| 20. | 5 tháng 4 năm 2017   | Trung tâm Đào tạo Bóng đá trẻ Việt Nam (VYF), Hà Nội, Việt Nam | Syria             | 5–0       | 11–0    | Vòng loại Cúp bóng đá nữ châu Á 2018                        |
| 21. | 5 tháng 4 năm 2017   | Trung tâm Đào tạo Bóng đá trẻ Việt Nam (VYF), Hà Nội, Việt Nam | Syria             | 11–0      | 11–0    | Vòng loại Cúp bóng đá nữ châu Á 2018                        |
| 22. | 9 tháng 4 năm 2017   | Trung tâm Đào tạo Bóng đá trẻ Việt Nam (VYF), Hà Nội, Việt Nam | Iran              | 4–1       | 6–1     | Vòng loại Cúp bóng đá nữ châu Á 2018                        |